# Kevin Lawton
Kevin Lawton est un rameur néo-zélandais né le 28 septembre 1960 à Auckland.

## Biographie
Kevin Lawton participe à l'épreuve de quatre avec barreur aux Jeux olympiques d'été de 1984 à Los Angeles avec comme partenaires Brett Hollister, Barrie Mabbott, Don Symon et Ross Tong. Les cinq néo-zélandais remportent la médaille de bronze.